# エステル・ハリス
エステル・ハリス（Estelle Harris, 1928年4月22日 - 2022年4月2日）は、アメリカ合衆国の女優、声優である。

## 来歴
1928年、ニューヨーク市マンハッタンに生まれる。両親はポーランド系ユダヤ人だった。1977年にコメディ映画『Looking Up』で映画デビュー。それ以来、順調にキャリアを築き上げてきて、中でも特に知られるのは人気テレビ番組『となりのサインフェルド』への出演。同番組ではジェリー・スティラー演じるキャラクターの妻役を好演した。また、テレビ版の『アダムス・ファミリー サン 再結集』では、一家の祖母グラニー・アダムスを演じている。
女優以外では声優としての出演作品も多く、近年ではピクサー製作の大ヒットシリーズ『トイ・ストーリー2』と『トイ・ストーリー3』において気丈なポテトヘッドの妻“ミセス・ポテト・ヘッド”の声を担当。コメディアンのドン・リックルズ演じるミスター・ポテト・ヘッドとの掛け合いでも独自のコメディセンスを発揮した。90歳を超えた精力的に活動を続けており、更なる活躍が期待される女優の一人であった。
2022年4月2日、カリフォルニア州パームデザートの自宅で、94歳の誕生日の3週間前に亡くなった。

## 出演作品

### 映画
- Looking Up (1977)
- Summerdog (1977)
- ワンス・アポン・ア・タイム・イン・アメリカ Once Upon a Time in America (1984)
- 落ちこぼれの天使たち Stand and Deliver (1988)
- This Is My Life (1992)
- Ski Hard (1995)
- 不在証明/ ア・リ・バ・イ Perfect Alibi (1995) ※テレビ映画
- The West Side Waltz (1995) ※テレビ映画
- カリブは最高! Out to Sea (1997)
- Chairman of the Board (1998)
- マイ・ジャイアント My Giant (1998)
- おかしな二人2 The Odd Couple II (1998)
- Lost & Found (1999)
- What's Cooking? (2000)
- TVショウ/夢と野望の間で Dancing in September (2000)
- クレアの恋愛狂奏曲 Playing Mona Lisa (2000)
- チャーリー・シーンのMr.Good Advice Good Advice (2001)
- The Grand (2007)
- Movin' In (2010)
- ダークホース 〜リア獣エイブの恋〜 Dark Horse (2011)

### オリジナルビデオ
- アダムス・ファミリー サン 再結集 Addams Family Reunion (1998)
- A Dairy Tale (2004) ※声の出演
- クイア・ダック ザ・ムービー  Queer Duck: The Movie (2006) ※声の出演

### 声の出演
- トイ・ストーリー2 Toy Story 2 (1999)
- ブラザー・ベア Brother Bear (2003)
- Teacher's Pet (2004)
- ホーム・オン・ザ・レンジ にぎやか農場を救え! Home on the Range (2004)
- ターザン2 Tarzan II (2005)
- トイ・ストーリー3 Toy Story 3 (2010)
- ハワイアン・バケーション Hawaiian Vacation (2011)
- ニセものバズがやって来た Toy Story Toons: Small Fry (2011)
- レックスはお風呂の王様 Partysaurus Rex (2012)
- トイ・ストーリー4 Toy Story 4 (2019)

### テレビドラマ
- ナイトコート Night Court (1985 - 1986)
- Married with Children (1987)
- Mathnet (1990)
- ブルックリン・ブリッジ Brooklyn Bridge (1991)
- ロー&オーダー Law & Order (1992)
- あなたにムチュー Mad About You (1992)
- となりのサインフェルド Seinfeld (1992 - 1998)
- Good Advice (1993)
- シカゴ・ホープ Chicago Hope (1995)
- In the House (1995)
- ナイト・スタンド Night Stand (1996)
- スタートレック:ヴォイジャー Star Trek: Voyager (1996)
- モエシャ Moesha (1997)
- Living Single (1997)
- Cybill (1997)
- Sunset Beach (1999)
- プロビデンス Providence (2000)
- サブリナ Sabrina, the Teenage Witch (2001)
- Half & Half (2003)
- 22世紀ファミリー ～フィルにおまかせ～ Phil of the Future (2005) ※声の出演
- Tripping the Rift (2005)
- スイート・ライフ The Suite Life of Zack and Cody (2005 - 2008)
- Mind of Mencia (2006)
- ER緊急救命室 ER (2006)
- iCarly iCarly (2007)
- ラリーのミッドライフ★クライシス Curb Your Enthusiasm (2009)
- As Told by Ginger (2009)
- サニーwithチャンス Sonny with a Chance (2010)
- Retired at 35 (2011)
- Greetings from Home (2012)
- Are You There, Chelsea? (2012)
- The Exes (2013)

### テレビアニメ
- アラジン Aladdin (1995)
- ライオン・キングのティモンとプンバァ Timon & Pumbaa (1995)
- マスク・アニメーション The Mask (1996)
- The Tick (1996)
- ヘラクレス Hercules (1998)
- The Wild Thornberrys (1998)
- ゴジラ ザ・シリーズ Godzilla: The Series (1998)
- The Secret Files of the SpyDogs (1999)
- The Kids from Room 402 (1999)
- クイア・ダック Queer Duck (1999)
- ミッキー・マウス・ワークス Mickey Mouse Works (1999 - 2000)
- ファミリー・ガイ Family Guy (2001)
- ハウス・オブ・マウス House of Mouse (2002)
- プラウドファミリー The Proud Family (2003)
- キム・ポッシブル Kim Possible (2004)
- バーバリアン・デイブ Dave the Barbarian (2004 - 2005)
- マイキーとアル マナーをおぼえよう Can You Teach My Alligator Manners? (2008)
- アメリカン・ダッド American Dad! (2009)
- Fanboy and Chum Chum (2010 - 2012)
- ルーニー・テューンズ・ショー The Looney Tunes Show (2012)
- フューチュラマ Futurama (2012)